# Sarit Yishai-Levi
Pour les articles homonymes, voir Yishai-Levi et Yishai.
Sarit Yishai-Levi, née le 27 novembre 1947 à Jérusalem (Israël), est une journaliste, auteure, romancière et actrice de théâtre et de cinéma israélienne.
Elle présente des chroniques à la télévision et sur Internet dans les domaines du divertissement et du tourisme.

## Biographie
Sarit Yishai-Levi est issue d'une famille séfarade qui vit à Jérusalem depuis huit générations. Elle-même vit à Tel Aviv.
Après avoir terminé son service militaire, elle étudie au Nissan Native Acting Studio, puis avec Nola Chelton, au département de théâtre de l'université de Tel Aviv.

## Filmographie
- 1971 : 7 fois... (par jour)
- 1971 : Ariana : Ariana
- 1971 : Les Putains aussi : prostituée
- 1972 : Rosa, je t'aime : Fortuna
- 1972 : Jacko Vehayatzaniot : la mère de Miri
- 2003 : Zehirut Matzlema : Mini (téléfilm)

## Romans

### En hébreu
- Strauss: The Story of a Family and of an Indastry [Shtraus: Sipur Shel Mishpacha Ve-Ta'asiya] (biographie), Keter, 1997
- Guesthouses: North [Tzimerim: Tzafon] (voyage), Modan, 2006
- Guesthouses: South and Center [Tzimerim: Darom, Merkaz] (voyage), Modan, 2007
- The Beauty Queen of Jerusalem [Malkat Ha-Yofi Shel Yerushalayim] (roman), Modan, 2013
- Little Mouse Macaroni and Baloney the Pony [Achbaroni Makaroni Ve-Boni Ha-Pony] (enfants), Modan, 2014
- A Woman Beyond the Sea [Isha Me-Ever La-Yam] (roman), Modan, 2019

### En français
- Sarit Yishai-Levi (trad. Léa Drouet), La Belle de Jérusalem, Charleston, septembre 2020, 550 p. (ISBN 236 812526 4).